# 縱帶泥鰍
縱帶泥鰍為輻鰭魚綱鯉形目鰍科的其中一種，為温帶淡水魚，分布於歐亞大陸從法國至俄羅斯淡水流域，體長可達30公分，棲息在沙底質的河川、溝渠、水塘的底層水域，以昆蟲幼蟲及軟體動物為食，生活習性不明，可作為餌魚。

## 扩展阅读
維基物種上的相關：縱帶泥鰍